# Внутрішньоклітинне травлення
Внутрішньоклітинне травлення — вид травлення. Воно відбувається всередині клітини завдяки гідролізу ферментами цитоплазми або у спеціальних органах — травних вакуолях, які можуть існувати постійно чи утворюватися при фагоцитозі або піноцитозі. Цей вид травлення притаманний усім одноклітинним та нижчим багатоклітинним організмам (наприклад, губкам). Серед вищих тварин поширений процес фагоцитозу лейкоцитів крові, який є за сутністю внутрішньоклітинним травленням.